# David de Gea
Artikeln följer den spanska namnseden; faderns efternamn är de Gea och moderns efternamn Quintana.

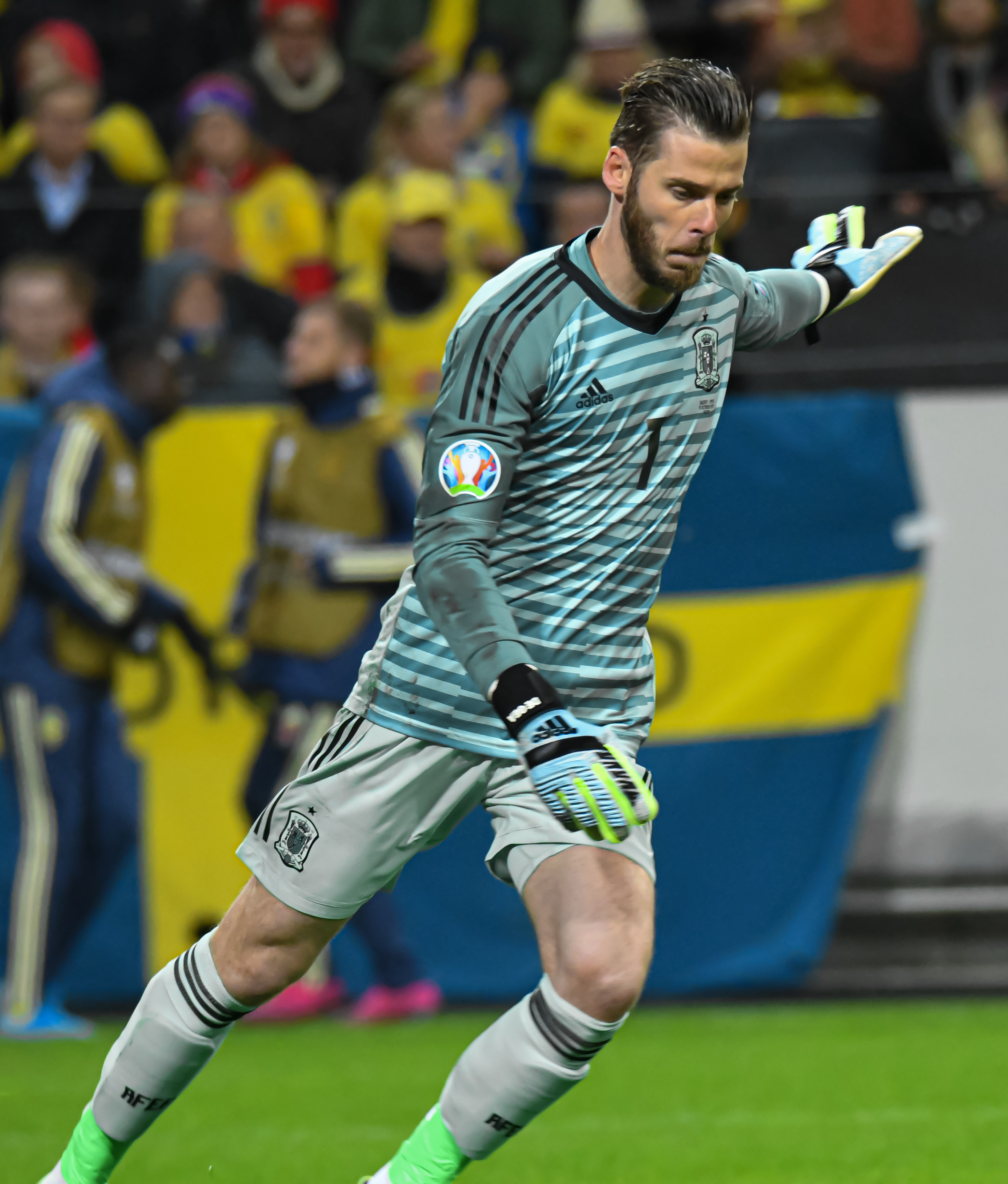
David de Gea i en landskamp för Spanien mot Sverige 2019.

David de Gea Quintana (spanska: [daˈβið ðe ˈxea kinˈtana]), född 7 november 1990 i Madrid, är en spansk fotbollsmålvakt som för närvarande spelar för italienska Fiorentina i Serie A. Flera tränare, spelare och journalister har rankat de Gea som en av världens bästa målvakter under 2010-talet.
David de Gea föddes i Madrid och inledde sin karriär vid 13 års ålder i Atlético Madrid. Där utvecklades han i klubbens akademisystem innan han debuterade som senior 2009. Sedan han blev Atléticos förstamålvakt har han fört laget till dubbla segrar i Europa League och Supercupen 2010. Hans målvaktsspel gjorde att Manchester United fick upp ögonen för honom. Han anslöt sig till klubben i juni 2011 för 18,9 miljoner pund, vilket var rekord för ett målvaktskontrakt.
För Manchester United har de Gea spelat mer än 400 matcher, vunnit en titel vardera i Premier League, FA-cupen, Engelska Ligacupen och Europa League, samt tre Community Shield-titlar.
Hans individuella utmärkelser är hela fyra Sir Matt Busby Player of the Year-priser, utvald till PFA Team of the Year fem gånger och även nämnd i 2018 års Fífa Fifpro World11.
de Gea var lagkapten när Spanien vann U21-EM 2011 och 2013 och har också tävlat i OS 2012. 2014 gjorde han landslagsdebut och togs ut till VM samma år. Till EM 2016 och VM 2018 utsågs han till Spaniens förstemålvakt. Under detta VM räddade han endast ett skott på mål och Spanien åkte ut i åttondelsfinal. de Gea (och hela laget) fick utstå mycket kritik för sina insatser. Under EM 2020 (som spelades år 2021, på grund av Covid-19-pandemin), deltog de Gea utan att spela någon match. Han blev inte invald i Spaniens trupp till VM 2022. 
Han är gift med den spanska sångerskan Edurne.

## Klubbkarriär

### Atlético Madrid
de Gea har spelat i Atléticos ungdomslag och han spelade även i B‑laget i Segunda División B. de Gea gjorde sin debut för A‑laget i september 2009 mot Porto i Champions League efter att ha blivit inbytt istället för skadade Roberto i den 26:e minuten. Han gjorde sin La Liga-debut tre dagar senare mot Zaragoza, en match som Atlético förlorade med 2–1. de Gea hade nr 13 i Atlético Madrid.
Den 29 juni 2011 offentliggjorde Manchester United via sin officiella hemsida att de Gea skrivit på ett femårskontrakt med klubben.

### Manchester United

#### Säsong 2011–12
Det största frågetecknet inför den här säsongen var hur man skulle ersätta sin stjärnmålvakt, Edwin van der Sar, som meddelat att han skulle pensionera sig under säsongen. Det talades om målvakter som Manuel Neuer och Maarten Stekelenburg men klubben från Manchester uppmärksammade och hade scoutat David de Gea under en längre tid. Efter Gary Nevilles sista match i den röda tröjan, en uppvisningsmatch mot Juventus den 24 maj valde Sir Alex Ferguson att berätta att man signat den unga spanska målvakten. de Geas företrädare valde att förneka detta och hänvisade till att David inte skulle bestämma sig förrän han spelat klart U21-EM. Dagarna efter Spanien vann turneringen åkte de Gea upp till Manchester och övergången blev bekräftad den 29 juni för en summa på ungefär 18 miljoner pund.
Han gjorde sin debut för klubben i en försäsongsmatch mot Chicago Fire som slutade 3-1. I sin första tävlingsmatch spelade han mot rivalerna och konkurrenten Manchester City, en match som slutade 3-2 till United efter en vändning i andra halvlek. David de Gea hade, enligt vissa fotbollskritiker, gjort två blunders i första halvlek som renderade i två mål för City. En vecka senare stod David de Gea ännu en gång i målet och det var hans ligadebut, en match mot West Bromwich Albion, som slutade i en seger. Målet han släppte in var ett tamt sådant och nu började kritikerna på allvar ifrågasätta värvningen.
Den 31 december 2011 förlorade Manchester United mot Blackburn med 2-3 och förlusten skylldes på de Gea som fortsatt agerat osäkert i luftspelet. Efter den här matchen blev spanjoren petad av den danske andremålvakten Anders Lindegaard. Dansken imponerade men en skada efter ett par matcher tillät de Gea komma tillbaka och det starkare än någonsin. Under vårsäsongen imponerade han stort och tillät honom att avsluta säsongen med den bästa räddningsstatistiken i ligan, (77,9%).

#### Säsong 2012–13
På grund av hans medverkan i OS 2012, missade spanjoren större delen av klubbens försäsong, men återvände ändå till startelvan för inledningsmatchen av säsongen mot Everton. Trots räddningar från de Gea, förlorade United matchen med 1-0 efter ett nickmål av Fellaini.
Den 13 februari, gjorde de Gea flera räddningar som hjälpte United att få 1-1 mot Real Madrid på Santiago Bernabéu i åttondelsfinalen. Hans prestation prisades väl av Sir Alex Ferguson och utnämndes av bland andra Mourinho som Man of the Match.

#### Säsong 2014–15
I hemmasegern över Everton den 5 oktober 2014 stod de Gea för tre mycket viktiga räddningar, inklusive en straff från Leighton Baines, som inte hade missat någon straff på sina 14 tidigare försök. United kunde vinna med 2–1 och United fans valde de Gea till matchens spelare.
Efter flera avgörande räddningar mot Everton, West Bromwich and Chelsea, valdes de Gea i oktober till Uniteds ”Player of the Month”. Den 14 december, erhöll de Gea ”Man of the match” för sin enastående prestation mot Liverpool, där han stod för åtta räddningar i Uniteds 3–0-vinst, vilket rankades som den bästa under hela Premier League-säsongen. Han hyllades av sin tränare Louis Van Gaal som ”otrolig” för sina bedrifter och kallades "saving grace".
Vid säsongens slut fanns de Gea bland de några få kvarvarande till utmärkelserna PFA Players' Player of the Year och PFA Young Player of the Year, men dessa gick slutligen till Eden Hazard och Harry Kane. Den 26 april 2015, valdes däremot de Gea till PFA Team of the Year. Han vann också både Fans' Player of the Year och Players' Player of the Year för andra året i rad. Hans räddning mot Everton röstades fram till årets räddning av Match of the Day.

#### Säsong 2015–16
Inför säsongsstarten uppstod en del turbulens kring de Gea och managern Louis van Gaal. Det ryktades om att de Gea önskade lämna klubben. Han ställdes utanför truppen under säsongsinledningen. Den sista augusti var United överens med Real Madrid om en övergång värd 29 miljoner pund, samt Real Madrids målvakt Keylor Navas. Övergången blev däremot inte av, då kontrakten inte blev klara innan transferfönstret i Spanien stängdes.
Den 11 september, skrev de Gea på ett fyraårskontrakt med United, med option på ytterligare ett år. I april 2016 var han den målvakt som hade hållit nollan i flest matcher i Premier League, med hela 14 så kallade ”clean sheets”. de Gea var den enda United-spelaren som togs ut till PFA:s Team of the Year. de Gea blev också utnämnd till Uniteds Player of the Year för tredje året i rad, vilket ingen annan har lyckats med tidigare. Han vann även BBC Match of the Day Save of the Season för tredje året i rad, för sin räddning mot Watford den 21 november 2015. I säsongens sista match – en 3–1-vinst över Bournemouth – släppte de Gea in ett självmål av Chris Smalling på tilläggstid. Vilket innebar att han förlorade Premier League Golden Glove till Arsenals Petr Čech.

#### Säsong 2016–17
Med José Mourinho som ny manager, spelade de Gea säsongens första match i FA Community Shield mot Premier League vinnarna Leicester City, som United vann med 2–1. de Gea startade sedan Premier League-säsongen med att hålla nollan i två av de tre första matcherna (mot Southampton and Hull City. Den här säsongen spelade han även i den tunga 4–0-förlusten mot Chelsea – den största förlusten för United sedan oktober 2011, då de förlorade med 6–1 i derbyt mot Manchester City.
Den 20 april 2017, valdes de Gea till PFA Team of the Year för fjärde gången i sin karriär.

#### Säsong 2017–18
Den 17 september 2017, i den femte Premier League-omgången mot Everton, höll de Gea nollan för fjärde gången denna säsong och hundrade gången någonsin för United. En minnesvärd match spelades den 2 december 2017,då United vann med 3–1 över Arsenal. de Gea svarade då för 14 räddningar – lika många som Premier League-rekordhållarna Tim Krul och Vito Mannone. de Gea utnämndes förstås till matchens spelare.
Den 18 april 2018, valdes de Gea till PFA Team of the Year igen – för femte gången, vilket ingen annan United-spelare lyckats med. Den 11 maj 2018, efter en 0–0-match mot West Ham, nådde de Gea sin artonde ”clean sheet” för säsongen och säkrade därmed även sin första Premier League Golden Glove sedan han kom till United.

#### Säsong 2018–19
Den här säsongen höll de Gea nollan i endast fem av sina 25 första matcher. Lika många nollor lyckades han i alla fall hålla på 2019 års första åtta matcher. En av dessa matcher var 1–0-vinsten mot Tottenham Hotspur den 13 January 2019. Han stod då för 11 räddningar, vilket är det näst mesta av en målvakt i Premier League. Bara han själv har gjort lika många räddningar i en match tidigare – mot Arsenal föregående år, så han stod för 14 räddningar. När han även höll nillan mot Liverpool den 24 februari, innebar det hans hundrade så kallade ”clean sheet” för United i Premier League. Det gjorde honom till den sjunde målvakten någonsin att nå den milstolpen för samma klubb och den andra för United, efter Peter Schmeichel.
I april gick det tyngre för de Gea. Han var ur form och blev kritiserad av fans och experter för sina misstag i förlusterna mot Barcelona, Everton, Manchester City och i 1–1-matchen mot Chelsea. de Gea avslutade säsongen med att endast ha hållit nollan i sju av de 38 Premier League-matcherna. Det är hans sämsta resultat under sin tid i United.

#### Säsong 2019–20
Den 11 augusti 2019, inledde de Gea med att hålla nollan i premiärmatchen mot Chelsea, då United vann med 4–0. Den 16 september, bekräftade United att De Gea förlängt sitt kontrakt med klubben för ytterligare fyra år – fram till juni 2023.
Uniteds första match efter säsongsavbrottet som orsakats av Covid-19-pandemin, spelades mot Tottenham Hotspur. Under matchen begick de Gea ett misstag som ledde till ett mål, vilket kostade United segern. Även tidigare under säsongen hade liknande misstag inträffat – mot Crystal Palace, Watford, Arsenal and Everton. De här misstagen ledde till att fansen började krävde att Dean Henderson skulle ta över som förstemålvakt. Uniteds manager Ole Gunnar Solskjær stöttade de Gea och sa att Henderson en dag kommer att bli både Englands och Uniteds förstaval, men för närvarande är de Gea världens bästa målvakt. de Gea fortsatte sin misstagsbenägna säsong med att i FA Cup-semifinalen mot Chelsea vara direkt ansvarig för ett av baklängesmålen i 3–1-förlusten. Det här kom en vecka efter att ha nått ett flertal milstolpar och rekord, bland annat att de Gea nått flest spelade matcher i United, av en icke-brittisk eller irländsk spelare. Den 13 juli nådde han hela 400 framträdanden för klubben. I säsongens sista Premier League-match, höll de Gea nollan för 113:e gången mot Leicester City och passerade därmed chmeichel's record. Den 16 juli höll han också nollan för 112:e Peter Schmeichels tidigare klubbrekord.

#### Säsong 2020–21
Till denna säsong kom Dean Henderson tillbaka till United, efter att ha varit utlånad till Sheffield United. För de Gea innebar detta att han för första gången sedan han kom till United, fick en verklig utmanare om målvaktspositionen. de Gea inledde säsongen som Uniteds förstaval och spelade 24 av de 26 första ligamatcherna. De två matcher som han inte spelade var mot West Ham United den 5 december efter att ha ådragit sig en skada i föregående match mot Southampton, samt mot Sheffield United den 17 december.
de Gea startade i fem av Uniteds sex gruppmatcher i Champions League, där laget slutade trea i gruppen och ramlade ner i Europa League. Henderson fick därefter förtroendet i Europa Leagues utslagsmatcher. I början av mars 2021, återvände de Gea till Spanien, då hans första barn skulle födas. Henderson fick då möjlighet att ta över som förstemålvakt i Uniteds ligamatcher, medan de Gea istället fick starta i Europa League. Han höll nollan i de två kvartsfinalmatcherna mot Granada. Den 6 maj svarade han för nio räddningar i 3–2-förlusten borta mot Roma i den andra semifinalmatchen. Då United vunnit den första matchen med 6–2, gick de ändå vidare till final med sammanlagt 8–5. Finalen spelades den 26 maj mot Villareal och slutade 1–1 efter förlängning. I den efterföljande straffläggningen missade de Gea sitt lags sista straff och Villareal kunde vinna sin första europeiska titel med 11–10.

de Geas kontrakt med Manchester United gick ut i slutet på juni 2023. Den 8 juli samma år bekräftade Manchester United att de Gea inte skulle skriva på ett nytt kontrakt, utan istället lämna klubben.
Säsong 2024-2025
Efter att ha tagit ett sabbatsår under hela 2023-2024 säsongen efter kontraktet med Manchester United gick ut så återvände De Gea till fotbollen då den italienska Serie A-klubben Fiorentina skrivit kontrakt med honom. Måndagen den tolfte augusti 2024 hölls en presskonferens med De Gea i Fiorentinas träningsanläggning Viola Park där klubben gick ut med värvningen.

## Statistik

### Klubblag
| Klubb              | Säsong             | Liga               | Liga    | Liga | Nationell cup | Nationell cup | Ligacupen | Ligacupen | Europa  | Europa | Övriga  | Övriga | Totalt  | Totalt |
| Klubb              | Säsong             | Division           | Matcher | Mål  | Matcher       | Mål           | Matcher   | Mål       | Matcher | Mål    | Matcher | Mål    | Matcher | Mål    |
| ------------------ | ------------------ | ------------------ | ------- | ---- | ------------- | ------------- | --------- | --------- | ------- | ------ | ------- | ------ | ------- | ------ |
| Atlético Madrid B  | 2008–09            | Segunda División B | 35      | 0    | —             | —             | —         | —         | —       | —      | —       | —      | 35      | 0      |
| Atlético Madrid    | 2009-2010          | La Liga            | 19      | 0    | 7             | 0             | —         | —         | 9       | 0      | —       | —      | 35      | 0      |
| Atlético Madrid    | 2011-2012          | La Liga            | 38      | 0    | 5             | 0             | —         | —         | 6       | 0      | —       | —      | 49      | 0      |
| Atlético Madrid    | Totalt             | Totalt             | 92      | 0    | 12            | 0             | —         | —         | 15      | 0      | —       | —      | 119     | 0      |
| Manchester United  | 2011–12            | Premier League     | 29      | 0    | 1             | 0             | 0         | 0         | 8       | 0      | 1       | 0      | 39      | 0      |
| Manchester United  | 2012–13            | Premier League     | 28      | 0    | 5             | 0             | 1         | 0         | 7       | 0      | —       | —      | 41      | 0      |
| Manchester United  | 2013–14            | Premier League     | 37      | 0    | 0             | 0             | 4         | 0         | 10      | 0      | 1       | 0      | 52      | 0      |
| Manchester United  | 2014–15            | Premier League     | 37      | 0    | 5             | 0             | 1         | 0         | —       | —      | —       | —      | 43      | 0      |
| Manchester United  | 2015–16            | Premier League     | 34      | 0    | 6             | 0             | 1         | 0         | 8       | 0      | —       | —      | 49      | 0      |
| Manchester United  | 2016–17            | Premier League     | 35      | 0    | 1             | 0             | 5         | 0         | 3       | 0      | 1       | 0      | 45      | 0      |
| Manchester United  | 2017–18            | Premier League     | 37      | 0    | 2             | 0             | 0         | 0         | 6       | 0      | 1       | 0      | 46      | 0      |
| Manchester United  | 2018–19            | Premier League     | 38      | 0    | 0             | 0             | 0         | 0         | 9       | 0      | —       | —      | 47      | 0      |
| Manchester United  | 2019–20            | Premier League     | 38      | 0    | 1             | 0             | 2         | 0         | 2       | 0      | —       | —      | 43      | 0      |
| Manchester United  | 2020–21            | Premier League     | 26      | 0    | 0             | 0             | 0         | 0         | 10      | 0      | —       | —      | 36      | 0      |
| Manchester United  | 2021–22            | Premier League     | 38      | 0    | 1             | 0             | 0         | 0         | 7       | 0      | —       | —      | 46      | 0      |
| Manchester United  | 2022–23            | Premier League     | 38      | 0    | 6             | 0             | 2         | 0         | 12      | 0      | —       | —      | 58      | 0      |
| Manchester United  | Totalt             | Totalt             | 415     | 0    | 28            | 0             | 16        | 0         | 82      | 0      | 4       | 0      | 545     | 0      |
| Totalt i karriären | Totalt i karriären | Totalt i karriären | 507     | 0    | 40            | 0             | 16        | 0         | 97      | 0      | 4       | 0      | 664     | 0      |

### Individuellt
- Fifa World XI Team 2018 (Fifas Världslag)

### Internationellt
| Landslag | År     | Spelade matcher | Mål |
| -------- | ------ | --------------- | --- |
| Spanien  | 2014   | 3               | 0   |
| Spanien  | 2015   | 4               | 0   |
| Spanien  | 2016   | 11              | 0   |
| Spanien  | 2017   | 7               | 0   |
| Spanien  | 2018   | 13              | 0   |
| Spanien  | 2019   | 3               | 0   |
| Spanien  | 2020   | 4               | 0   |
| Totalt   | Totalt | 45              | 0   |